# Jahan Temür
Jahan Temür, hijo de Alafrang y nieto del Ilkan Gaikhatu, fue un candidato Yalayerí para el trono del Ilkanato a fines de la década de 1330 .
Habiendo rechazado la soberanía titular del reclamante de Ilkan Togha Temur a principios del verano de 1339, el yalayerí Hasan Buzurg puso en el trono a Jahan Temür. En junio de 1340, Hasan Buzurg y su títere Khan se encontraron con los Chupánidas bajo Hasan Kucek en batalla en el Jaghatu; Los Yalayerís fueron derrotados. Después de esto, Hasan Buzurg regresó a Bagdad y depuso a Jahan Temür y reconoció a Togha Temur como su soberano por un tiempo, Jahan Temür fue su último títere, y la dinastía yalayerí de Bagdad llegó a gobernar por derecho propio. El destino del propio Jahan Temür no está registrado.